# Ірина Флорин
Ірина Флорин (болг. Ирина Флорин; *5 лютого 1961, Ґіґен) — болгарська попспівачка (мецо-сопрано) та дизайнерка. Найбільший успіх здобув альбом «В трето лице» (2001).

## Біографія
Закінчила з відзнакою російську школу у Плевені. Музичну кар'єру почала 1981, коли була запрошена Георгієм Найденовим та Іваном Христовим до першого складу гурту «Доміно». Після провалу гурту Флорин почала сольну кар'єру із спорадичних записів, виступів на другорядних каналах радіо і телебаченні.
На початку 1989 записала перший невеликий вініл «Кръговрат» та «Телевизионна неделя». А наступного року випустила перший повноформатний альбом «Краят на началото». Значна частина пісень була аранжована учасниками гурту ФСБ.
1994 Ірина Флорин випустила перший CD-альбом «Стъклен свят». 1996 вийшов альбом «Цвят лилав», з якого відомими стали пісні «Цвят лилав» та «Пътуване» (разом із Маріусом Куркінським). Також співпрацює з амбітним гуртом «Тибетски сърца» та композитором new-wave гурту Клас Момчилом Колевим.
2001 вийшов найуспішніший альбом «В трето лице», з якого цілих шість пісень посідали перші місця музичних гіт-парадів Болгарії.
В останні роки Ірина Флорин працює в індустрії моди.

## Дискографія
- Телевизионна неделя 1989
- Краят на началото 1990
- Стъклен свят 1994
- Цвят лилав 1996
- Мога 1999
- В трето лице 2001
- Друга 2003
- Безплътна 2010